# Hydrolutos aracamuni
Hydrolutos aracamuni is een rechtvleugelig insect uit de familie Anostostomatidae. De wetenschappelijke naam van deze soort is voor het eerst geldig gepubliceerd in 1999 door Issa & Jaffe.